# Maria Schalcken
Maria Schalcken (Made, Drimmelen, 1645 - Dordrecht, 1699) fou una pintora neerlandesa de l'Edat d'Or neerlandesa, germana i alumna de Godfried Schalcken.

## Biografia
Era la filla del rector d'escola en Dordrecht, i germana menor del pintor Godfried Schalcken, el primer de qui va aprendre a pintar i després va seguir amb lliçons de Samuel van Hoogstraten i més tard de Gerrit Dou.
Segons el Rijksbureau voor Kunsthistorische Documentatie és coneguda pels seus treballs de gènere. El seu autoretrat va ser atribuït en principi al seu germà fins que després d'una neteja de la pintura al segle xx, va aparèixer la seva signatura a la vista.